# Formační tanec
Formační tanec je stylem společenského tance. Jedná se o choreografii celého formačního týmu, při které nejvíce záleží na dodržení daných útvarů a na jednotě projevu všech tanečních párů. Choreografie může být založena na jednom konkrétním tanci či skupině tanců. Staví se buď za účely exhibice nebo mezi sebou jednotlivé týmy soutěží.

## Mezinárodní styl společenského tance: Taneční sport

### Historie
Formační tanec se poprvé objevil v tanečních sálech divadla London Astoria v roce 1932. Olive Ripmanová ho tehdy představila pod názvem „pattern dancing“ („tanec dle vzoru“) .
Brzy se z něj vyvinula samostatná soutěžní taneční disciplína.
Soutěže formačních týmů se začaly objevovat ve třicátých letech v Anglii a rozšířily se do mnoha dalších zemí. Konaly se také mezinárodní šampionáty. Formační tanec byl důležitou součástí televizního programu kanálu BBC Come Dancing, kdy proti sobě soutěžily formační týmy Franka a Peggy Spencerových a tým Constance Millingtonové. Formační tanec dosáhl vrcholu své popularity v šedesátých letech, ale nyní znovu sbírá síly především díky tomu, že týmy z celého světa mají možnost proti sobě soutěžit, a tak se neustále zdokonalovat.

### Choreografie

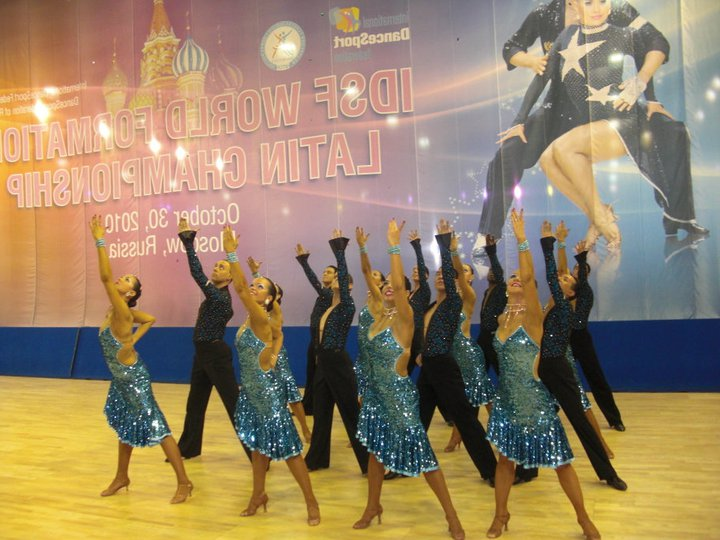
Tým XS Latin z Cambridge při své formaci Priscilla na Mistrovství světa latinskoamerických formací v Moskvě 2010

Choreografie formace zahrnuje jak choreografické zpracování prvků tanečního sportu, tak celkové schéma pohybu jednotlivých párů po tanečním parketu. Od všech párů se očekává, že budou dodržovat rytmus hudby a jejich pohyby budou co nejvíce v souladu. Za synchroničnost jsou totiž týmy bodovány.

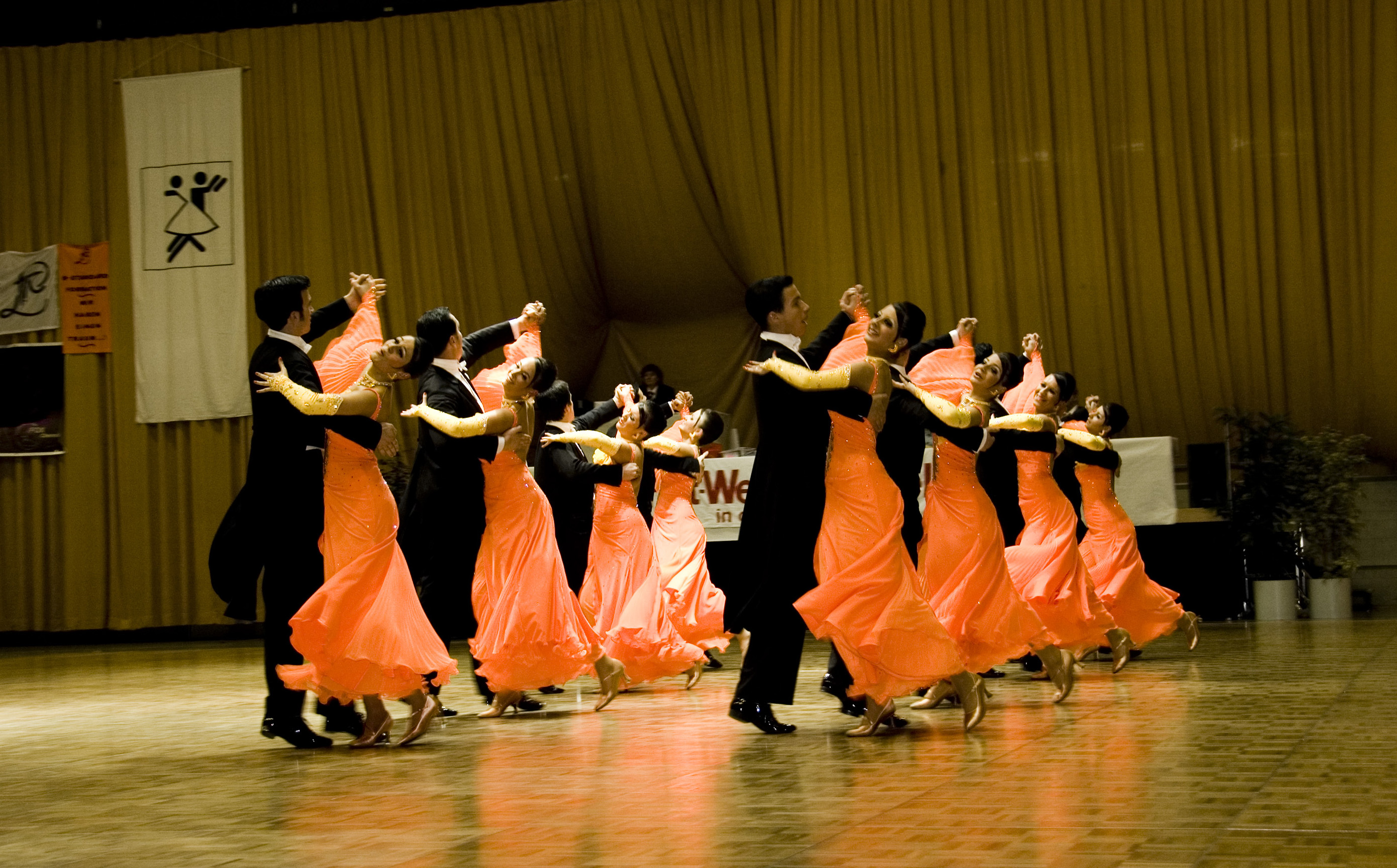
B-tým TC Ludwigsburg na národním šampionátu v německém Rüsselsheimu v roce 2009.

Latinskoamerická taneční formace je tvořena skupinou pěti mezinárodních latinskoamerických tanců: sambou, cha-chou, rumbou, paso doble a jivem.
Standardní formace je směsí pěti mezinárodních standardních tanců: waltzu, tanga, valčíku, slowfoxu (neboli slowfoxtrotu) a quickstepu
V nástupu a odchodu se běžně užívá trochu volnější forma choreografie, která může obsahovat prvky jazz dance, baletu nebo jakéhokoli jiného druhu tance. Nástup i odchod jsou zřetelně odděleny gongem od hlavní choreografie. Celé vystoupení obvykle trvá 6 minut.
Formační choreografie umožňuje tanečníkům předvést kromě pohybových schopností celého týmu i jejich vlastní techniku. Oproti individuálním soutěžím se hojně využívá variací „na kruhu“ a taktéž variací s „řetězovým efektem“.
Útvary (také známé jako obrazce): diamanty, čtverce, diagonály, kruhy a řady, jsou platnou součástí choreografie. Hodnotícími kritérii jsou rozmístění soutěžících na parketu, čitelnost jednotlivých obrazců a přechodových fází mezi nimi.
Mezi specialisty na formační choreografii patří Ona Skaistutė Idzelevičienė, Roberto Albanese, Horst Beer, David Mallabone a Rachael Holland.

### Soutěže
Mezinárodním řídícím orgánem je Světové federace tanečního sportu (WDSF) (která byla uznána i Mezinárodním olympijským výborem). Soutěžící týmy musí být součástí některé ze členských organizací jako např. Českého svazu tanečního sportu .
Následující text je souhrn WDSF pravidel pro evropské i světové formační soutěže.
- Každá členská země může vyslat 2 formační týmy, aby soutěžily v každé ze dvou mezinárodních stylů (Latina a Standard).
- Tyto týmy jsou vybrány na základě národních soutěží, jako např. Mistrovství České republiky formací.
- Mezinárodní soutěže se musí účastnit týmy alespoň ze 4 zemí.
- Platí zde běžná antidopingová pravidla jako u jakéhokoli jiného sportu.
- Všichni soutěžící musí patřit do kategorie amatérů.
- Každý tým musí obsahovat 6 či 8 tanečních párů.
- Ve standardní části muži musí mít černé nebo sytě tmavě modré oblečení.
- V latině mají muži povoleny barevné košile, ale všichni musí být oblečeni stejně.
- Ve standardní formaci musí sólo trvat maximálně 8 taktů. Toto neplatí pro latinskou formaci, kde sólo části většinou hrají větší roli.
- V hlavní „hodnocené“ části vystoupení nejsou povoleny zvedací figury, ale většinou se mohou vyskytnout v nástupu a odchodu, které jsou jasně odděleny gongem.
- Choreografie musí mít maximálně 6 minut včetně příchodu na parket a odchodu z něj (nástup, odchod). Pouze 4 a půl minuty z tohoto času je skutečně hodnoceno, proto se používá gong, aby jasně vymezil, které části mají být hodnoceny.
- Soutěžící týmy musí být hodnoceny porotci, kteří mají s formacemi zkušenosti.

V počátečních kolech porotci volí týmy, o kterých si myslí, že by měly postoupit do dalšího kola. Ve finále jsou týmy ohodnoceny známkou, která vyjadřuje osobní názor porotců na pořadí týmů. K určení konečného umístění slouží postupový klíč (skating system).
Mezi další významné soutěže patří např. Blackpool Dance Festival v anglickém Blackpoolu a Donaupokal Invitational Competition ve Vídni. Důležitou pozici zaujímá také Německo, které má několik formačních týmů, a kde se každý rok koná řada soutěží.
Toto je seznam formačních týmů dospělých, kteří každoročně soutěží na mistrovství světa formací WDSF. V současnosti se eviduje 22 latinskoamerických a 18 standardních týmů, které každoročně soutěží o světový pohár.

### Aktuální seznam formačních týmů ve světě
| Země      | Latinskoamerické formační týmy                                                              | Standardní formační týmy                                           |
| --------- | ------------------------------------------------------------------------------------------- | ------------------------------------------------------------------ |
| Rakousko  | HSV Zwölfaxing, TSC Schwarz-Gold                                                            | TSK Juventus Wien, TSC Schwarz-Gold                                |
| Bělorusko | DC Mara, Minsk                                                                              | Univers Formation-team, Minsk                                      |
| Česko     |                                                                                             | Taneční formace Starlet Brno, Danza Brno, Astra Praha              |
| Anglie    | XS Latin, Fever Dance Company Fever Latin Team Preston                                      |                                                                    |
| Německo   | Grün-Gold-Club Bremen, TSZ Velbert                                                          | Tanzsportteam im ASC Göttingen, Braunschweiger TSC, TC Ludwigsburg |
| Maďarsko  | Valcer Dance Studio, Botafogo Dance Ensemble                                                | SZILVER TSE, KODMON TSE                                            |
| Holandsko | Dance East Oldenzaal, Double V Latin Formation Team                                         | DSV Sway of Life                                                   |
| Polsko    | KS Kamion Dance Warsaw, Dance Formation A-z Przemysl, Dance Formation SPIN Wodzislaw Slaski | Jantar Elblag                                                      |
| Rusko     | Vera Tyumen, DUET Perm                                                                      | Vera Tyumen, DUET Perm                                             |
| Slovensko |                                                                                             | Interklub Bratislava                                               |

### Výsledky na Mistrovství České republiky Formací[8]
Formačních soutěží v České republice či na Slovensku je, na rozdíl od zahraničí, velmi málo a proto je pro jediným velkým měřítkem výsledek na Mistrovství České republiky ve formacích, ať už standardních či latinskoamerických. Tento šampionát se tradičně koná již několik desítek let v rámci Mezinárodního tanečního festivalu v Ústí nad Labem. Níže naleznete přehled vítězů z těchto dvou šampionátů.
| MČR Formací Standard | MČR Formací Standard                       | MČR Formací Latina | MČR Formací Latina                         |
| -------------------- | ------------------------------------------ | ------------------ | ------------------------------------------ |
| Rok                  | Vítězný tým                                | Rok                | Vítězný tým                                |
| 2009                 | Taneční škola Krok Hradec Králové          | 2009               | - nikdo se nepřihlásil -                   |
| 2010                 | Taneční škola Krok Hradec Králové          | 2010               | - nikdo se nepřihlásil -                   |
| 2011                 | TK Chvaletice                              | 2011               | - nikdo se nepřihlásil -                   |
| 2012                 | TK Chvaletice                              | 2012               | - nikdo se nepřihlásil -                   |
| 2013                 | Taneční škola Krok Hradec Králové          | 2013               | - nikdo se nepřihlásil -                   |
| 2014                 | TK Chvaletice                              | 2014               | - nikdo se nepřihlásil -                   |
| 2015                 | Starlet Brno                               | 2015               | - nikdo se nepřihlásil -                   |
| 2016                 | TK Chvaletice                              | 2016               | - nikdo se nepřihlásil -                   |
| 2017                 | Starlet Brno                               | 2017               | - nikdo se nepřihlásil -                   |
| 2018                 | TK Chvaletice                              | 2018               | - nikdo se nepřihlásil -                   |
| 2019                 | Danza Brno                                 | 2019               | - nikdo se nepřihlásil -                   |
| 2020                 | - nekonalo se z důvodu pandemie Covid 19 - | 2020               | - nekonalo se z důvodu pandemie Covid 19 - |
| 2021                 | Danza Brno                                 | 2021               | - nikdo se nepřihlásil -                   |
| 2022                 | Starlet Brno                               | 2022               | - nikdo se nepřihlásil -                   |
| 2023                 | Starlet Brno                               | 2023               | - nikdo se nepřihlásil -                   |
| 2024                 | Danza Brno                                 | 2024               | - nikdo se nepřihlásil -                   |
| 2025                 | TBD                                        | 2025               | TBD                                        |

### Výsledky na Mistrovství světa ve standardních a latinskoamerických formacích
V následující tabulce jsou jména týmů, které se umístily na prvním a druhém místě na mistrovství světa WDSF:
| Rok  | Místo konání                                                 | Výsledky standardních formací                                | Místo konání                                                 | Výsledky latinskoamerických formací                                                             |
| ---- | ------------------------------------------------------------ | ------------------------------------------------------------ | ------------------------------------------------------------ | ----------------------------------------------------------------------------------------------- |
| 1995 | Stuttgart                                                    | Braunschweiger TSC, TC Ludwigsburg                           | Berlín                                                       | TSG Bremerhaven, Německo, TSC Schwarz-Gelb Aachen, Německo                                      |
| 1996 | Berlín                                                       | TC Ludwigsburg, Německo, Braunschweiger TSC, Německo         | Vilnius                                                      | TSC Schwarz-Gelb Aachen, Německo, Klaipėda University Team Žuvėdra, Litva                       |
| 1997 | Kišiněv                                                      | DSC Kodryanka Kišiněv, Moldávie, Ludwigsburg, Německo        | Mnichov                                                      | TSC Schwarz-Gelb Aachen, Německo, TSG Bremerhaven, Německo                                      |
| 1998 | Berlín                                                       | TC Allround Berlín, Německo, DSC Kodryanka Kišiněv, Moldávie | Göteborg                                                     | TSC Schwarz-Gelb Aachen, Německo,TD TSC Düsseldorf Rot-Weiß, Německo                            |
| 1999 | Elbląg                                                       | Jantar Elblag, Polsko, TC Allround Berlín, Německo           | Vilnius                                                      | Klaipėda University Team Žuvėdra, Litva, TSG Bremerhaven, Německo                               |
| 2000 | Braunschweig                                                 | Braunschweiger TSC, Německo, DSC Kodryanka Kišiněv, Moldávie | Wels                                                         | TSG Bremerhaven, Německo, Klaipėda University Team Žuvėdra, Litva                               |
| 2001 | Berlín                                                       | DSC Kodryanka Kišiněv, Moldávie, Braunschweiger TSC, Německo | Bremerhaven                                                  | TSG Bremerhaven, Německo, Klaipėda University Team Žuvėdra, Litva                               |
| 2002 | Kišiněv                                                      | DSC Kodryanka Kišiněv, Moldávie, Vera Tyumen, Rusko          | Vilnius                                                      | Klaipėda University Team Žuvėdra, Litva, TD TSC Düsseldorf Rot-Weiß, Německo                    |
| 2003 | Stuttgart                                                    | DSC Kodryanka Kišiněv, Moldávie, Braunschweiger TSC, Německo | Essen                                                        | Klaipėda University Team Žuvėdra, Litva, TSZ Aachen, Německo                                    |
| 2004 | Braunschweig                                                 | Braunschweiger TSC, Německo, DSC Kodryanka Kišiněv, Moldávie | Minsk                                                        | Klaipėda University Team Žuvėdra, Litva Grün-Gold-Club Brémy Německo                            |
| 2005 | Elbląg                                                       | Braunschweiger TSC, Německo, DSC Kodryanka Kišiněv, Moldávie | Mnichov                                                      | Klaipėda University Team Žuvėdra, Litva, Grün-Gold-Club Brémy Německo                           |
| 2006 | Moskva                                                       | Vera Tyumen, Rusko, DSC Kodryanka Kišiněv, Moldávie          | Brémy                                                        | Grün-Gold-Club Brémy, Německo, Klaipėda University Team Žuvėdra, Litva                          |
| 2007 | Stuttgart                                                    | TC Ludwigsburg, Německo, Vera Tyumen, Rusko                  | Bremerhaven                                                  | TSG Bremerhaven, Německo, Grün-Gold-Club Brémy,Německo, Klaipėda University Team Žuvėdra, Litva |
| 2008 | Kišiněv                                                      | DSC Kodryanka Kišiněv, Moldávie, TC Ludwigsburg, Německo     | Vídeň                                                        | Klaipėda University Team Žuvėdra, Litva, Green-Gold-Club Brémy, Německo                         |
| 2009 | Ludwigsburg Německo                                          | TC Ludwigsburg, Německo, Vera Tyumen, Rusko                  | Brémy, Německo                                               | Grün-Gold-Club Brémy, Německo, Klaipėda University Team Žuvėdra, Litva                          |
| 2010 | Elbląg, Polsko                                               | FS LOTOS-Jantar, Polsko, Braunschweiger TSC, Německo         | Moskva, Rusko                                                | Vera Tyumen, Rusko, Klaipėda University Team Žuvėdra, Litva                                     |
| 2011 | Braunschweig                                                 | Braunschweig TSC                                             | Vilnius                                                      | Klaipeda Zuvedra I, Litva, Vera Tyumen, Rusko                                                   |
| 2012 | Ludwigsburg                                                  | Braunschweig TSC, TC Ludwigsburg                             | Brémy                                                        | Grün-Gold-Club                                                                                  |
| 2013 | Tyumen                                                       | Vera Tyumen                                                  | Brémy                                                        | Grün-Gold-Club                                                                                  |
| 2014 | Braunschweig                                                 | Braunschweig TSC                                             | Brémy                                                        | Grün-Gold-Club                                                                                  |
| 2015 | Ludwigsburg                                                  | TC Ludwigsburg                                               | Vídeň                                                        | Grün-Gold-Club                                                                                  |
| 2016 | Pecs                                                         | Vera Tyumen                                                  | Brémy                                                        | Grün-Gold-Club                                                                                  |
| 2017 | Braunschweig                                                 | Vera Tyumen                                                  | Vídeň                                                        | Duet-A Perm                                                                                     |
| 2018 | Pecs                                                         | Vera Tyumen                                                  | Shenzhen                                                     | Grün-Gold-Club                                                                                  |
| 2019 | Moskva                                                       | Vera Tyumen                                                  | Brémy                                                        | Grün-Gold-Club                                                                                  |
| 2020 | Mistrovstí světa se nekonalo z důvodu pandemie viru Covid-19 | Mistrovstí světa se nekonalo z důvodu pandemie viru Covid-19 | Mistrovstí světa se nekonalo z důvodu pandemie viru Covid-19 | Mistrovstí světa se nekonalo z důvodu pandemie viru Covid-19                                    |
| 2021 | Mistrovství světa zrušeno z důvodu pandemie viru Covid-19    | Mistrovství světa zrušeno z důvodu pandemie viru Covid-19    | Brémy                                                        | Grün-Gold-Club                                                                                  |
| 2022 | Braunschweig                                                 | Braunschweig TSC                                             | Braunschweig                                                 | Grün-Gold-Club                                                                                  |
| 2023 | Nebylo uspořádáno, nenašel se hostitel                       | Nebylo uspořádáno, nenašel se hostitel                       | Hongkong                                                     | Grün-Gold-Club                                                                                  |
| 2024 | Vídeň, Schwechat                                             | TC Ludwigsburg                                               | Vídeň, Schwechat                                             | Grün-Gold-Club                                                                                  |

V tomto článku byl použit překlad textu z článku Formation dance na anglické Wikipedii.

### České formační tancování ve světě
Ke konci roku 2024 měla Česká republika ve finále Mistrovství světa ve standardních formacích celkově 3 týmy.
| Rok  | Název týmu   | Finálové umístění |
| ---- | ------------ | ----------------- |
| .... | ....         | ....              |
| 2019 | Danza Brno   | 5.                |
| 2024 | Starlet Brno | 6.                |